# 莱洛日 (卡尔瓦多斯省)
莱洛日（法語：Les Loges，法語發音：[le lɔʒ] ⓘ）是法国卡尔瓦多斯省的一个市镇，属于维尔区。

## 地理
莱洛日（49°2'35"N, 0°48'23"W）面积4.46 平方千米，位于法国诺曼底大区卡爾瓦多斯省，该省份为法国西北部沿海省份，北濒大西洋英吉利海峡，东北与滨海塞纳省以海上边界相接，东临厄尔省，南至奧恩省，西与芒什省接壤。
与莱洛日接壤的市镇（或旧市镇、城区）包括：苏勒夫尔昂博卡日、瓦勒德德龙。

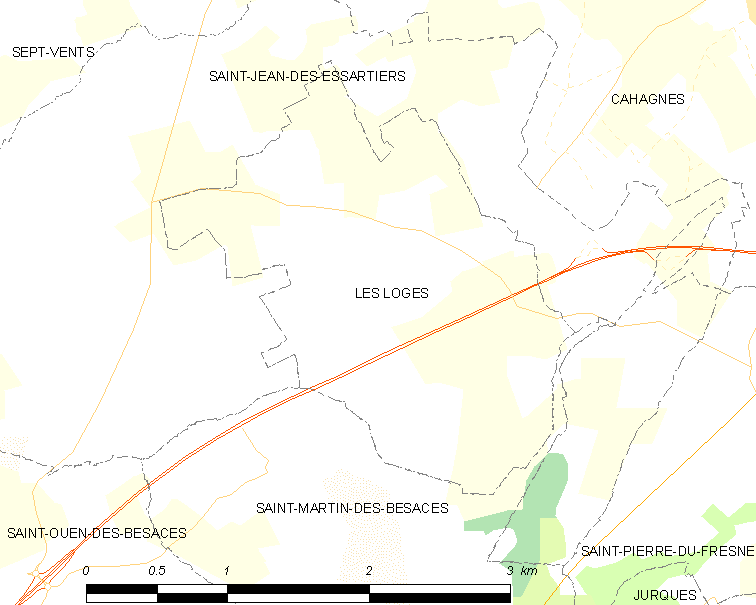
的OSM定位图

莱洛日的时区为UTC+01:00、UTC+02:00（夏令时）。

## 行政
莱洛日的邮政编码为14240，INSEE市镇编码为14374。

## 政治
莱洛日所属的省级选区为莱蒙多奈县。

## 人口

1962-2008年间人口变化图示

莱洛日于2022年1月1日时的人口数量为141人。